# ミュズレ

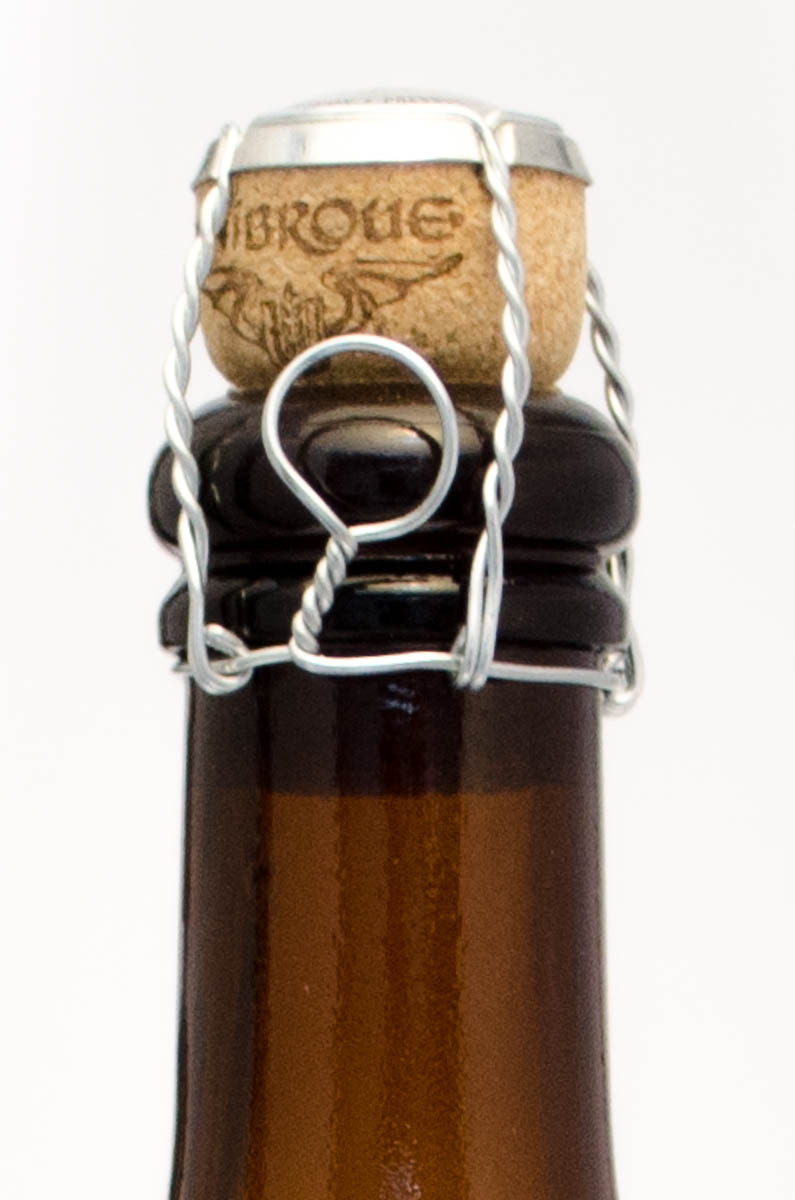
ビール瓶のコルクを覆うミュズレル （未開封）

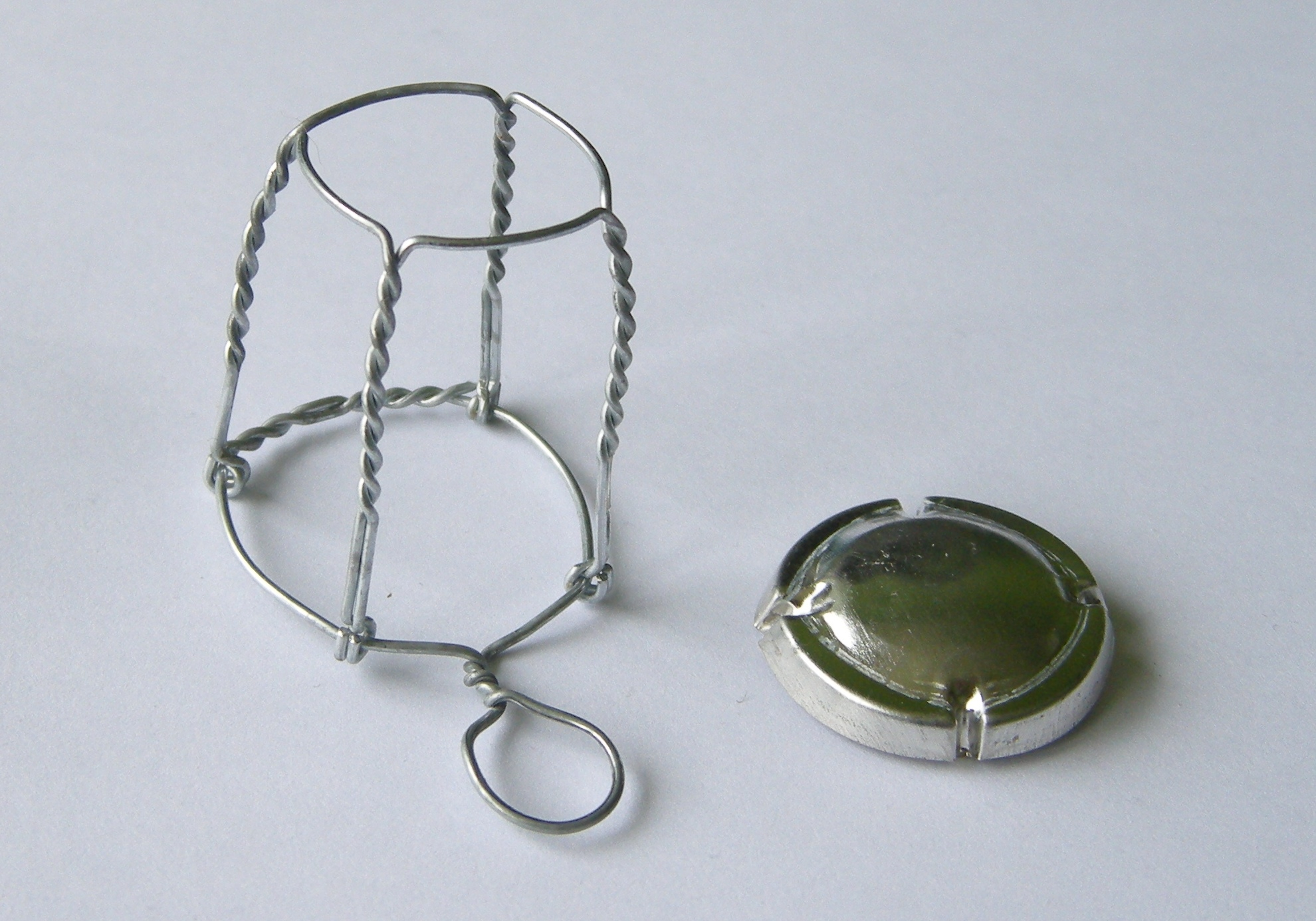
開封済みのミュズレとキャップ

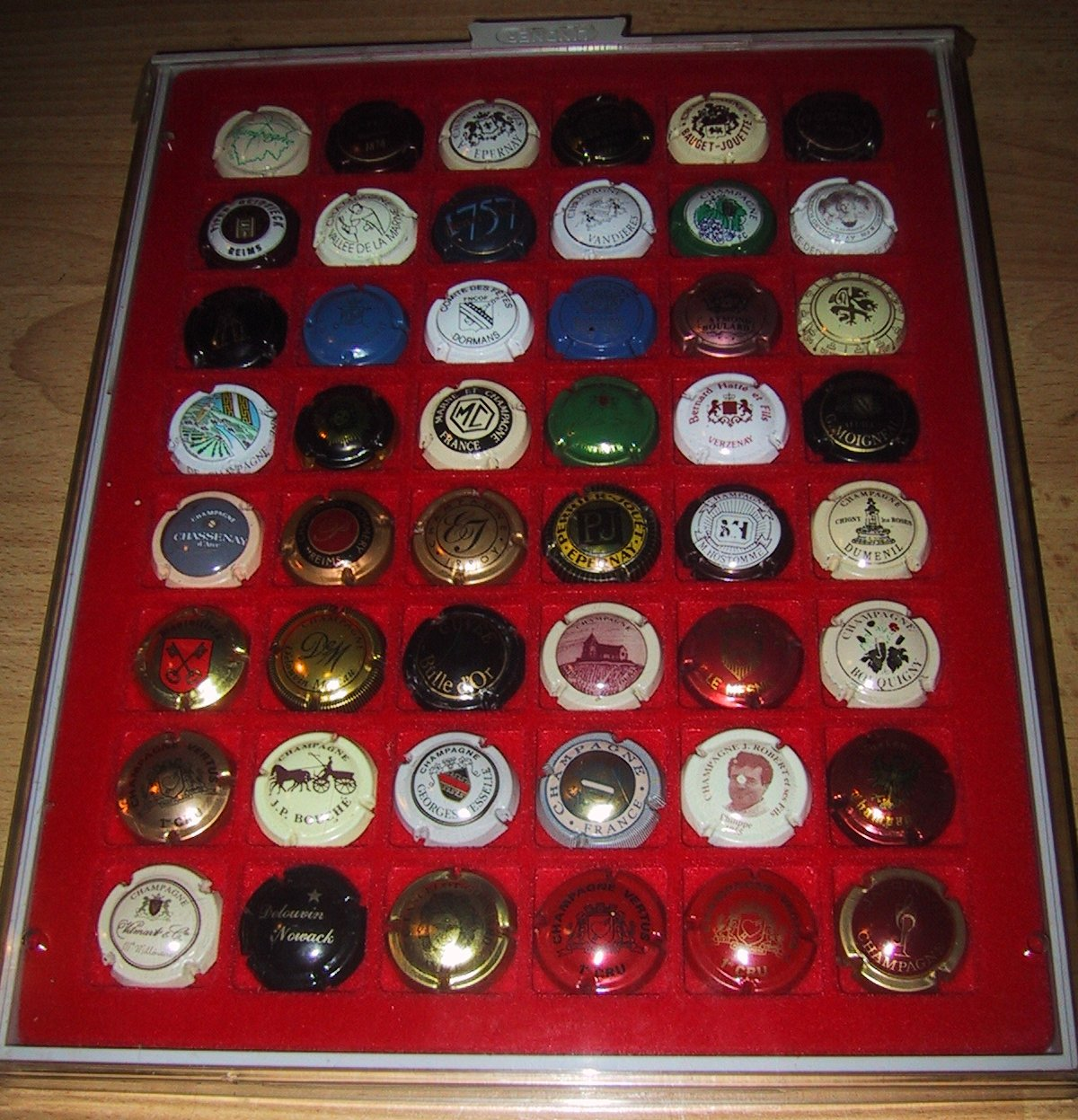
シャンパンのミュズレボード

ミュズレ (muselet, フランス語: [myz.le]）は、シャンパン、スパークリングワイン や ビールの瓶の口にかける針金製の栓押さえであり、加圧下の炭酸ガスを飽和させた瓶内の中身が噴出されることを防止する。正式にはコルクを含めた栓全体のこと。名前は、フランス語のmuseler,「口を封じる」に由来する。ミュズレの多くは金属キャップ（王冠の部分）のデザインに飲料メーカーのロゴやマークなどが印字され、通常、金属箔にも覆われている。 ミュズレの別名は「シャンパンワイヤー」または「ワイヤーフード」である。

## 歴史
最初にシャンパンが製造された時は、油布と
蝋で封じられた木製のプラグが、瓶内のスパークリングワインの加圧された状態を保っていた。 この方法はストッパーの吹き込みやワイン漏れの防止として不十分であったため、紐でコルクを留める抑制方法が開発された。アドルフ・ジャクソンは1844年に関鋼線を使用した、より安全な方法を発明したが、初期のミュズレは容易に設置できず、開封するのにやや不便であった。 その後は、強度が高まるように捻られた鋼線と、加圧下のミュズレを容易に外せるように緩められる小さいループ状の留め金という2つの改善点は現代のミュズレに至っている。

## 現代のミュズレ
従来は、ミュズレを開封するのに留め金を6回半回して緩める。
ミュズレは現在大量生産によって製造される。 現代の傾向としては、シャンパン生産者がミュズレ内の王冠に工夫を凝らしたデザインを施し、メゾンのエンブレムまたはメーカー名が表示され、生産者や製造年により異なり、デザインのものからカラフルなものと様々である。こうして収集するようにミュズレをコレクションしている人がおり、専用のケース（ミュズレボード）も売り出されている。